# Mediatonic
Mediatonic Limited è un'azienda inglese dedita allo sviluppo di videogiochi con sede nella città di Londra, fondata nel 2005 da Dave Bailey e Paul Croft.
Nonostante sia principalmente conosciuta per aver sviluppato Hatoful Boyfriend, Murder by Numbers e Fall Guys: Ultimate Knockout, l'azienda ha realizzato oltre cento videogiochi, collaborando con Bandai Namco, Disney, SEGA, Square Enix e Xbox Game Studios.
Nel 2020 Dave Bailey e Paul Croft hanno realizzato una società madre denominata Tonic Games Group, acquisita da Epic Games nel 2021.